# Shelby (Észak-Karolina)
Shelby település az Amerikai Egyesült Államok Észak-Karolina államában, Cleveland megyében, melynek megyeszékhelye is. Lakosainak száma 21 918 fő (2020. április 1.).

## Népesség
A település népességének változása:

| 2010 | 20 323 |
| 2020 | 21 918 |